# Джордан, Деандре
Хайленд Деандре Джордан младший (англ. Hyland DeAndre Jordan Jr.; родился 21 июля 1988 года, Хьюстон, штат Техас) — американский профессиональный баскетболист, в настоящий момент выступающий за клуб НБА «Денвер Наггетс». Играет на позиции центрового. Был выбран во втором раунде под общим 35-м номером на драфте НБА 2008 года.

## Биография
Деандре Джордан родился в Хьюстоне в семье Хайленда и Кимберли Джорданов. Во время учёбы в академии центра христианской жизни Джордан заявил о себе как о перспективном баскетболисте. В выпускном классе он в среднем за игру школьного чемпионата набирал 26,1 очков, 15,2 подборов и 8,1 блок-шотов. Журнал Parade включил его в символическую сборную лучших игроков США среди школьников, дважды Джордана включали в символическую сборную штата Техас.
После окончания школы в 2007 году Джордан поступил в Техасский сельскохозяйственный и машиностроительный университет. Летом 2007 года он играл за молодёжную сборную США на чемпионате мира по баскетболу среди юношей до 19 лет, проходившем в сербском Нови-Саде. Американская сборная одержала 8 побед на турнире, но в финале уступила хозяевам турнира. Джордан проучился в колледже один год, выступал за университетскую баскетбольную команду, в среднем набирая за игру 7,9 очков и 6 подборов. По итогам сезона он был включён в символическую сборную новичков конференции Big 12.

## Профессиональная карьера

### Лос-Анджелес Клипперс (2008—2018)

#### 2008—2013: Первые годы
Перед драфтом НБА 2008 года аналитики расходились во мнениях относительно перспектив Джордана. Ему предрекали номер от 10-го до 28-го, но в итоге он был выбран лишь во втором раунде, под общим 35-м номером командой «Лос-Анджелес Клипперс». В первых двух сезонах в НБА Джордан получал немного игрового времени, будучи сменщиком Маркуса Кэмби и Криса Камана. Хотя травмы ведущих игроков позволили ему отличиться в нескольких матчах: 21 января 2009 года в матче с «Лос-Анджелес Лейкерс» Джордан набрал 23 очка, причем сделал это при помощи 10 слэм-данков, 25 января он сделал 20 подборов, чего раньше добивалось лишь трое новичков: Шакил О’Нил, Тим Данкан и Аарон Грей.
После прихода на тренерский пост в «Клипперс» Винни Дель Негро в 2010 году Джордан закрепился в стартовой пятёрке команды. Вместе с новичком Блэйком Гриффином он составил дуэт мощных игроков передней линии, способных хорошо играть на подборах, забивать зрелищные слэм-данки и эффективно блокировать броски в трёхсекундной зоне. Летом 2011 года у Джордана закончился его начальный трёхлетний контракт, и он стал ограниченно-свободным агентом. 11 декабря 2011 года Джордан согласился подписать предложенный клубом «Голден Стэйт Уорриорз» четырёхлетний контракт с зарплатой 43 миллиона долларов. На следующий день руководство «Клипперс» повторило предложение «Уорриорз» и сохранило игрока в своей команде.
В сезоне 2011/12 Джордан сменил игровой номер с 9 на 6. 25 декабря 2011 года Джордан сделал рекордные в карьере восемь блоков в матче с «Голден Стэйт Уорриорз».
В сезоне 2012/13 процент реализации штрафных бросков Джордана снизился с 52,5 % до 38,6 %, что стало одним из худших показателей в его карьере. Тем не менее, он лидировал в лиге по проценту попаданий с игры, попадая 64,3 % бросков. Сезон 2012/13 стал первым для Джордана сезоном в карьере, в котором он сыграл все 82 матча.

#### 2013—2016: Попадания в сборные НБА
В 2013 году Джордан был выбран для участия в мини-тренировочном сборе сборной США в Лас-Вегасе. 29 ноября 2013 года Джордан сделал максимальные в карьере девять блоков в победе над «Сакраменто Кингз». 3 января 2014 года Джордан набрал максимальные в карьере 25 очков в победе над «Даллас Маверикс». С 13,6 подборами за игру он стал лидером по подборам в лиге в сезоне 2013/14.
29 апреля 2014 года Джордан стал первым игроком НБА, набравшим не менее 25 очков, 18 подборов и заблокировавшим четыре броска в матче плей-офф со времен Тима Данкана в 2008 году.
9 февраля 2015 года Джордан набрал 22 очка и сделал максимальные в карьере 27 подборов в победе над «Даллас Маверикс». 13 марта в проигрыше от «Даллас Маверикс» Джордан забил свой первый в карьере трехочковый бросок в начале первой четверти. 21 мая Джордан был включен в третью пятерку сборной всех звезд НБА. Джордан стал пятым игроком в истории НБА, который в среднем за регулярный сезон набирал не менее 10 очков, делал 15 подборов, один перехват и два блока. Последний раз это удалось Мозесу Мэлоуну в сезоне 1982/83.
Несмотря на устное согласие подписать четырёхлетний контракт с «Даллас Маверикс» на сумму 80 миллионов долларов 3 июля 2015 года, уже через несколько дней Джордан начал сомневаться, и 8 июля несколько сотрудников «Клипперс» вылетели в Хьюстон на встречу с Джорданом, чтобы убедить его отказаться от сделки с «Маверикс». Через несколько часов Джордан официально переподписал контракт с «Клипперс» на четыре года на сумму 88 миллионов долларов.
4 ноября 2015 года в матче с «Голден Стэйт Уорриорз» Джордан, сделав 13 подборов, стал абсолютным лидером «Клипперс» по общему количеству подборов, обогнав Элтона Брэнда (4710), и закончил игру с 4711 подборами за карьеру. 30 ноября в игре с командой «Портленд Трэйл Блэйзерс» он набрал 18 очков и 24 подбора, но при этом промахнулся 22 раза (12 из 34), повторив рекорд НБА Уилта Чемберлена и установив рекорд франшизы (34 броска). 13 января он был отстранен от участия в игре против команды «Майами Хит» из-за пневмонии, в результате чего закончилась самая длинная в НБА серия подряд сыгранных матчей из 360 игр.

#### 2016—2018: Первый выбор на Матч всех звезд и последние годы в составе «Клипперс»
В начале сезона 2016/17 Джордан помог «Клипперс» показать рекордный для лиги результат из 7 побед и 1 поражения. 9 ноября в матче против «Портленд Трэйл Блэйзерс» он провел свой 600-й матч в карьере, присоединившись к Рэнди Смиту (715) и Эрику Пьятковски (616) как единственным игрокам в истории клуба с таким количеством матчей. 28 декабря Джордан набрал 13 очков и сделал максимальные в сезоне 25 подборов в матче с «Нью-Орлеан Пеликанс». 14 января 2017 года он набрал максимальные в сезоне 24 очка и 21 подбор в матче с «Лос-Анджелес Лейкерс». 19 января он превзошёл этот показатель, набрав максимальные в карьере 29 очков в проигрыше команде «Миннесота Тимбервулвз». 26 января он был включен в число игроков скамейки Западной конференции на Матче всех звезд НБА 2017 года, что стало для него первым выбором на Матч всех звезд в его карьере. Во время Матча всех звезд Джордан принял участие в конкурсе по броскам сверху, но не смог пройти дальше первого раунда.
В дебютном матче следующего сезона 19 октября 2017 года Джордан набрал 14 очков и сделал 24 подбора в победе над «Лос-Анджелес Лейкерс». 4 января 2018 года он записал на свой счет 26 очков и 17 подборов в проигрыше от «Оклахома-Сити Тандер». 24 января 2018 года в проигрыше от «Бостон Селтикс» Джордан сравнялся с Рэнди Смитом (715) по количеству проведенных игр за команду. Через два дня, в матче против «Мемфис Гриззлис», Джордан провел свой 716-й матч в составе «Клипперс», превзойдя рекорд Смита. 14 февраля 2018 года Джордан набрал максимальные в карьере 30 очков, сделал 13 подборов и четыре перехвата в победе над «Селтикс». 9 марта 2018 года он набрал 20 очков и сделал 23 подбора в победе над «Кливленд Кавальерс». В марте 2018 года Джордан в среднем делал 17,1 подбора, что чуть меньше его карьерного максимума в 17,3 подбора, установленного в марте 2015 года.

### Даллас Маверикс (2018—2019)
6 июля 2018 года Джордан подписал однолетний контракт с «Даллас Маверикс». В начале сезона Джордан сделал три дабл-дабла подряд, став первым игроком «Далласа» со времен Попая Джонса в 1994 году, который начал сезон с трех дабл-даблов. 28 октября он набрал 12 очков, 19 подборов и сделал максимальные в карьере 9 передач в матче с «Ютой Джаз», записав на свой счет шестой дабл-дабл в шести матчах на старте сезона. 7 ноября он набрал 11 очков и 12 подборов в проигрыше от «Джаз», тем самым собрав не менее 10 подборов в 11-й игре подряд. 19 ноября он набрал 17 очков и 20 подборов, что стало для него рекордом сезона, в проигрыше от «Мемфис Гриззлис». 2 декабря он набрал 16 очков и сделал 23 подбора в победе над «Лос-Анджелес Клипперс». 16 декабря он повторил свой рекорд сезона, набрав 23 подбора в поражении от «Сакраменто Кингз». 22 декабря он снова сделал 23 подбора в игре против «Голден Стэйт Уорриорз».

### Нью-Йорк Никс (2019)
31 января 2019 года Джордан был обменян в «Нью-Йорк Никс» вместе с Деннисом Смитом (младшим), Уэсли Мэттьюзом и двумя будущими драфт-пиками первого раунда драфта на Кристапса Порзингиса, Тима Хардуэя (младшего), Трея Берка и Кортни Ли. 15 марта Джордан набрал 11 очков, 13 подборов и сделал девять передач в матче с «Сан-Антонио Спёрс».

### Бруклин Нетс (2019—2021)

#### 2019—2020: статистический лидер в команде
6 июля 2019 года «Бруклин Нетс» подписал с Джорданом четырёхлетний контракт на сумму 40 миллионов долларов. 23 октября Джордан дебютировал в составе «Нетс», набрав два очка, три подбора и одну передачу за 17 минут игры в матче с «Миннесотой Тимбервулвз». 2 ноября он сделал свой первый дабл-дабл в сезоне, набрав 10 очков и 10 подборов в матче с «Детройт Пистонс». 21 декабря Джордан набрал максимальные в сезоне 20 подборов, 12 очков и 6 передач в победе над «Атлантой Хокс». 20 февраля 2020 года он сделал свой десятый дабл-дабл в сезоне, набрав 14 очков и 15 подборов в матче с «Филадельфией Севенти Сиксерс». 29 июня 2020 года Джордан объявил, что у него обнаружен положительный результат теста на COVID-19, и он решил отказаться от участия в возобновлении сезона. Сезон 2019/20 Джордан закончил с 13 дабл-даблами, что стало его самым низким показателем с сезона 2012/13. Тем не менее, он лидировал в составе «Нетс» по проценту реализации бросков с игры и количеству подборов за игру.

#### 2020—2021: Пропуск плей-офф
Джордан дебютировал в следующем сезоне за «Нетс» 22 декабря 2020 года, набрав 4 очка, сделав 11 подборов и 1 передачу в победе над «Голден Стэйт Уорриорз». 18 января 2021 года он сделал свой первый дабл-дабл в сезоне, набрав 12 очков и 12 подборов в победе над «Милуоки Бакс». 13 марта он набрал максимальные в сезоне 14 очков, сделал 9 подборов и 1 блок в победе над «Детройт Пистонс». 14 апреля Джордан сделал 14 подборов в матче с «Филадельфией Севенти Сиксерс». В последних 16 матчах сезона он не участвовал, а в плей-офф не появился вообще. Джордан закончил сезон, сделав всего 6 дабл-даблов, что стало для него вторым худшим показателем за сезон после дебютного сезона 2008/09.
В апреле 2021 года центровой Ламаркус Олдридж объявил о завершении карьеры, но в сентябре получил медицинское разрешение на продолжение игры, что сделало возвращение Джордана в «Нетс» маловероятным. Команда переподписала Олдриджа 3 сентября.

### Лос-Анджелес Лейкерс (2021—2022)
3 сентября 2021 года Джордан был обменян в «Детройт Пистонс» на Секу Думбуя и Джалила Окафора, а через четыре дня договорился с командой о выкупе контракта. 9 сентября Джордан подписал контракт с «Лос-Анджелес Лейкерс». 1 марта 2022 года он был отчислен «Лейкерс».

### Филадельфия Севенти Сиксерс (2022)
3 марта 2022 года Джордан подписал контракт с командой «Филадельфия Севенти Сиксерс», воссоединившись с бывшим главным тренером «Клипперс» Доком Риверсом и бывшим партнером по «Нетс» Джеймсом Харденом.

### Денвер Наггетс (2022—настоящее время)
12 июля 2022 года Джордан подписал контракт с «Денвер Наггетс». 22 ноября Джордан сделал 17 подборов в матче против «Даллас Маверикс».
Стал впервые Чемпионом НБА 2023 года в составе клуба из Денвера.
1 июля 2023 года Джордан подписал новый контракт с «Денвер Наггетс». 27 ноября Джордан набрал максимальное в сезоне количество очков, подборов и передач, набрав 21, 13 и 5 соответственно. Это выступление помогло «Наггетс» одержать победу со счетом 113-104 над «Лос-Анджелес Клипперс».
24 июля 2024 года Джордан переподписал контракт с «Наггетс».

## Статистика

### Статистика в НБА
| Сезон                                                                                    | Команда     | Регулярный сезон | Регулярный сезон | Регулярный сезон | Регулярный сезон | Регулярный сезон | Регулярный сезон | Регулярный сезон | Регулярный сезон | Регулярный сезон | Регулярный сезон | Регулярный сезон | Серия плей-офф | Серия плей-офф | Серия плей-офф | Серия плей-офф | Серия плей-офф | Серия плей-офф | Серия плей-офф | Серия плей-офф | Серия плей-офф | Серия плей-офф | Серия плей-офф |
| Сезон                                                                                    | Команда     | GP               | GS               | MPG              | FG%              | 3P%              | FT%              | RPG              | APG              | SPG              | BPG              | PPG              | GP             | GS             | MPG            | FG%            | 3P%            | FT%            | RPG            | APG            | SPG            | BPG            | PPG            |
| ---------------------------------------------------------------------------------------- | ----------- | ---------------- | ---------------- | ---------------- | ---------------- | ---------------- | ---------------- | ---------------- | ---------------- | ---------------- | ---------------- | ---------------- | -------------- | -------------- | -------------- | -------------- | -------------- | -------------- | -------------- | -------------- | -------------- | -------------- | -------------- |
| 2008/09                                                                                  | Клипперс    | 53               | 13               | 14,6             | 63,3             | -                | 38,5             | 4,5              | 0,2              | 0,2              | 1,1              | 4,3              | Не участвовал  | Не участвовал  | Не участвовал  | Не участвовал  | Не участвовал  | Не участвовал  | Не участвовал  | Не участвовал  | Не участвовал  | Не участвовал  | Не участвовал  |
| 2009/10                                                                                  | Клипперс    | 70               | 12               | 16,2             | 60,5             | 0,0              | 37,5             | 5,0              | 0,3              | 0,2              | 0,9              | 4,8              | Не участвовал  | Не участвовал  | Не участвовал  | Не участвовал  | Не участвовал  | Не участвовал  | Не участвовал  | Не участвовал  | Не участвовал  | Не участвовал  | Не участвовал  |
| 2010/11                                                                                  | Клипперс    | 80               | 66               | 25,6             | 68,6             | 0,0              | 45,2             | 7,2              | 0,5              | 0,5              | 1,8              | 7,1              | Не участвовал  | Не участвовал  | Не участвовал  | Не участвовал  | Не участвовал  | Не участвовал  | Не участвовал  | Не участвовал  | Не участвовал  | Не участвовал  | Не участвовал  |
| 2011/12                                                                                  | Клипперс    | 66               | 66               | 27,2             | 63,2             | 0,0              | 52,5             | 8,3              | 0,3              | 0,5              | 2,0              | 7,4              | 11             | 11             | 22,7           | 52,5           | -              | 33,3           | 5,3            | 0,4            | 0,6            | 1,6            | 4,5            |
| 2012/13                                                                                  | Клипперс    | 82               | 82               | 24,5             | 64,3             | -                | 38,6             | 7,2              | 0,3              | 0,6              | 1,4              | 8,8              | 6              | 6              | 24,1           | 45,5           | -              | 22,2           | 6,3            | 0,2            | 0,2            | 1,7            | 3,7            |
| 2013/14                                                                                  | Клипперс    | 82               | 82               | 35,0             | 67,6             | -                | 42,8             | 13,6             | 0,9              | 1,0              | 2,5              | 10,4             | 13             | 13             | 34,0           | 73,0           | -              | 43,4           | 12,5           | 0,8            | 0,9            | 2,5            | 9,6            |
| 2014/15                                                                                  | Клипперс    | 82               | 82               | 34,4             | 71,0             | 25,0             | 39,7             | 15,0             | 0,7              | 1,0              | 2,2              | 11,5             | 14             | 14             | 34,5           | 71,6           | -              | 42,7           | 13,4           | 1,1            | 1,1            | 2,4            | 13,1           |
| 2015/16                                                                                  | Клипперс    | 77               | 77               | 33,7             | 70,3             | 0,0              | 43,0             | 13,8             | 1,2              | 0,7              | 2,3              | 12,7             | 6              | 6              | 33,1           | 63,2           | -              | 37,3           | 16,3           | 1,8            | 1,2            | 2,7            | 11,7           |
| 2016/17                                                                                  | Клипперс    | 81               | 81               | 31,7             | 71,4             | 0,0              | 48,2             | 13,8             | 1,2              | 0,6              | 1,7              | 12,7             | 7              | 7              | 37,8           | 70,5           | 0,0            | 39,3           | 14,4           | 0,7            | 0,4            | 0,9            | 15,4           |
| 2017/18                                                                                  | Клипперс    | 77               | 77               | 31,5             | 64,5             | -                | 58,0             | 15,2             | 1,5              | 0,5              | 0,9              | 12,0             | Не участвовал  | Не участвовал  | Не участвовал  | Не участвовал  | Не участвовал  | Не участвовал  | Не участвовал  | Не участвовал  | Не участвовал  | Не участвовал  | Не участвовал  |
| 2018/19                                                                                  | Даллас      | 50               | 50               | 31,1             | 64,4             | -                | 68,2             | 13,7             | 2,0              | 0,7              | 1,1              | 11,0             | Не участвовал  | Не участвовал  | Не участвовал  | Не участвовал  | Не участвовал  | Не участвовал  | Не участвовал  | Не участвовал  | Не участвовал  | Не участвовал  | Не участвовал  |
| 2018/19                                                                                  | Нью-Йорк    | 19               | 19               | 26,0             | 63,4             | -                | 77,3             | 11,4             | 3,0              | 0,5              | 1,1              | 10,9             | Не участвовал  | Не участвовал  | Не участвовал  | Не участвовал  | Не участвовал  | Не участвовал  | Не участвовал  | Не участвовал  | Не участвовал  | Не участвовал  | Не участвовал  |
| 2019/20                                                                                  | Бруклин     | 56               | 6                | 22,0             | 66,6             | -                | 68,0             | 10,0             | 1,9              | 0,3              | 0,9              | 8,3              | Не участвовал  | Не участвовал  | Не участвовал  | Не участвовал  | Не участвовал  | Не участвовал  | Не участвовал  | Не участвовал  | Не участвовал  | Не участвовал  | Не участвовал  |
| 2020/21                                                                                  | Бруклин     | 57               | 43               | 21,9             | 76,3             | 0,0              | 50,0             | 7,5              | 1,6              | 0,3              | 1,1              | 7,5              | Не участвовал  | Не участвовал  | Не участвовал  | Не участвовал  | Не участвовал  | Не участвовал  | Не участвовал  | Не участвовал  | Не участвовал  | Не участвовал  | Не участвовал  |
| 2021/22                                                                                  | Лейкерс     | 32               | 19               | 12,8             | 67,4             | -                | 46,2             | 5,4              | 0,4              | 0,3              | 0,8              | 4,1              | Не участвовал  | Не участвовал  | Не участвовал  | Не участвовал  | Не участвовал  | Не участвовал  | Не участвовал  | Не участвовал  | Не участвовал  | Не участвовал  | Не участвовал  |
| 2021/22                                                                                  | Филадельфия | 16               | 1                | 13,4             | 59,3             | -                | 71,4             | 5,8              | 0,5              | 0,1              | 0,6              | 4,6              | 3              | 2              | 10,2           | 100,0          | -              | -              | 2,3            | 0,3            | 0,0            | 0,7            | 3,3            |
| 2022/23                                                                                  | Денвер      | 39               | 8                | 15,0             | 76,5             | 100,0            | 45,8             | 5,2              | 0,9              | 0,3              | 0,6              | 5,1              | 4              | 0              | 3,4            | 66,7           | -              | 50,0           | 1,0            | 0,3            | 0,0            | 0,3            | 1,3            |
| 2023/24                                                                                  | Денвер      | 36               | 2                | 11,0             | 62,4             | -                | 49,1             | 4,4              | 0,7              | 0,2              | 0,4              | 3,9              | 2              | 0              | 6,6            | 50,0           | -              | 100,0          | 1,5            | 0,0            | 0,5            | 0,5            | 2,0            |
|                                                                                          | Всего       | 1055             | 786              | 25,8             | 67,4             | 15,4             | 47,5             | 10,0             | 0,9              | 0,5              | 1,5              | 8,8              | 66             | 59             | 27,8           | 66,7           | 0,0            | 40,8           | 10,0           | 0,7            | 0,7            | 1,8            | 8,7            |
| Наведите курсор мыши на аббревиатуры в заголовке таблицы, чтобы прочесть их расшифровку. |             |                  |                  |                  |                  |                  |                  |                  |                  |                  |                  |                  |                |                |                |                |                |                |                |                |                |                |                |

### Статистика в NCAA
| Сезон | Команда   | Conf   | Class | GP | GS | MPG  | FG%  | 3P% | FT%  | RPG | APG | SPG | BPG | PPG |
| --- | --------- | ------ | ----- | -- | -- | ---- | ---- | --- | ---- | --- | --- | --- | --- | --- |
| 2007/08 | Техас A&M | Big 12 | FR    | 35 | 21 | 20,1 | 61,7 | -   | 43,7 | 6,0 | 0,4 | 0,2 | 1,3 | 7,9 |
| Всего | Всего     | Всего  | Всего | 35 | 21 | 20,1 | 61,7 | -   | 43,7 | 6,0 | 0,4 | 0,2 | 1,3 | 7,9 |
| Наведите курсор мыши на аббревиатуры в заголовке таблицы, чтобы прочесть их расшифровку Статистика приведена с сайта sports-reference.com |           |        |       |    |    |      |      |     |      |     |     |     |     |     |